# 亚马逊应用商店
Amazon Appstore是亞馬遜公司旗下的Fire OS系统官方应用商店、安卓系統的第三方正版应用商店，2011年3月22日啟用。該程式在將近200個國家都可以使用， 最初仅含有約3,800個免費/付費應用，后来已达过数十万。
2022年2月起，Windows 11的Android子系统的公共预览版普遍适用于所有运行Windows 11的用户，亚马逊应用商店可以在Windows 11运行。
2025年2月20日，Amazon Appstore停止运营。2025年8月20日起，用戶无法通過第三方Android设备访问Amazon Appstore，从Amazon Appstore购买的应用也无法在这些设备上使用，但可以继续在Fire 平板电脑上使用。

## 特徵
Amazon Appstore有“每天一款免費程式”的計劃， 即該商店會每天提供一款限時免費的程式，而該程式一般是遊戲。而Amazon Appstore首發當天的程式是憤怒的小鳥里約版。 雖然一般程式開發商會佔據70%的利益，但在這種情況下當天收益為0。
此外Amazon Appstore還有試用的功能，用戶可在瀏覽器上通過Amazon EC2雲試用一款程式半個小時。

## 商標侵權訴訟
2011年3月，蘋果公司認為亞馬遜的這項程式冒用了App Store的商標， 但亞馬遜方面宣稱這只是一個普通的表達方法。 一位美國聯邦法官否決了蘋果請求發佈預先禁令的要求。 2013年7月，蘋果放棄訴訟。

## 外部連結
- 中的“Android markets”